# John Brown & Company

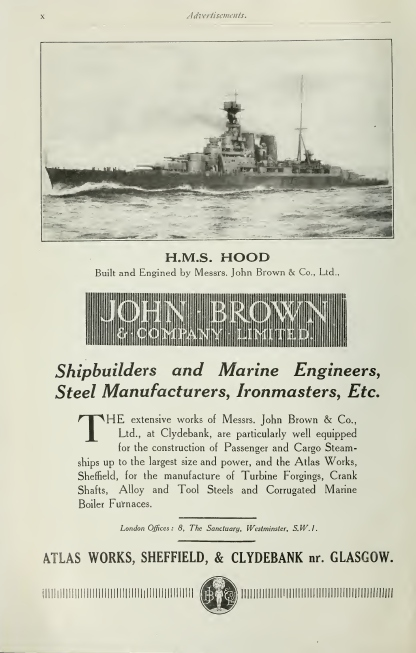
Рекламна листівка компанії Джон Браун & Кампіні. 1922

«John Brown & Company, Limited» чи коротко «John Brown & Company», але компанія від самого початку була Ltd. — британська суднобудівна компанія, яка розташовувалася в Шотландії в Клайдбанку, в Західному Данбартонширі.

## Історія
1 січня 1856 року Джон Браун відкрив нову фірму «Atlas Works» у Брайтсайд (англ. Brightside), намагаючись централізувати свої ремонтні майстерні (англ. workshops) та робочу силу в одному місці. Роботи спочатку велися на трьох акрах, але протягом трьох років площа зросла до 30 гектарів.
Компанія «John Brown & Company, Ltd.» 1880 року була внесена в списки як інженерна компанія різних напрямків, в тому числі залізниці, виробництво сталі в Шеффілді і постачання деталей для пароплавів. Як судновласник компанія діяла з 1889 року, коли до неї перейшла верф від «Clydebank Engineering and Shipbuilding Co.» біля Клайдбанку (колишня верф «J. & G. Thomson Ltd.»), по 1986 роки.
Компанія випустила велику кількість знаменитих та широко відомих у всьому світі кораблів та суден, серед яких — «Лузітанія», «Худ», «Ріпалс», «Квін Мері», «Квін Елизабет» та «Куїн Елізабет 2». На піку своєї слави з 1900 по 1950-ті роки «John Brown & Company» входила до числа найвідоміших та найнадійніших суднобудівних компаній світу.
Однак у 1960-ті роки поряд з багатьма іншими англійськими суднобудівними компаніями не зуміла витримати конкурентну боротьбу зі східноєвропейськими й азійськими корабельнями, в результаті 1968 року «John Brown's» злилася з іншими суднобудівниками Клайдсайду, сформувавши новий консорціум Upper Clyde Shipbuilders, який збанкрутував 1971 року.